# 美濃部亮吉

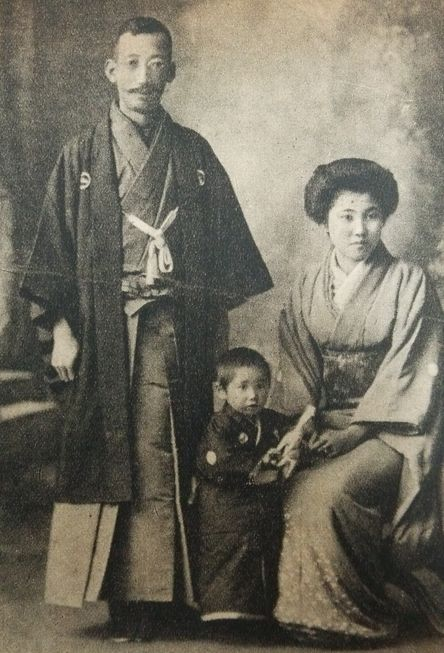
父·美濃部達吉，亮吉，母·多美子（1906年）

美濃部亮吉（日语：美濃部 亮吉/みのべ りょうきち，1904年2月5日—1984年12月24日），日本經濟學家、政治家。曾擔任東京都知事長達12年（第6、7、8代）以及參議員。

## 人物
美濃部亮吉為美濃部達吉與多美子夫妻之長男，出生於東京府。父親美濃部達吉乃是主張天皇機關說的知名憲法學者。外祖父菊池大麓，為著名的數學家、教育家兼政治家。

### 東京都知事任期重要施政
- 步行者天國之實施
- 東京垃圾戰爭之宣言
- 東京都公營競技賭博（日语：公営競技）廢止
- 公害防制條例（日语：公害防止条例）之制定，公害局設置
- 老人醫療免費：劃時代創舉，後實施擴展到日本全國。

晩年病痛纏身，於參議員任內的1984年（昭和59年）12月24日，在自家書房裡因心肌梗塞去世，享壽80歲，葬於多磨靈園。

## 家族
美濃部亮吉妻子百合子，乃貴族院議員、信濃毎日新聞社社長小坂順造之長女，兩人生了長男、次男及三男。美濃部亮吉東京都知事就任前離婚，三名小孩皆為小坂家帶走改從母姓。長男後成為自民黨衆議院議員小坂憲次的秘書，次男為僧侶，移民澳洲，三男進入信越化学工業工作。
美濃部亮吉東京都知事就任時便已再婚，與後妻間生有一女。

## 著書
- 『独裁制下のドイツ経済』(獨裁體制下的德意志經濟)
- 『苦悶するデモクラシー』(苦悶的民主)
- 『都知事12年』

## 外部連結
- 歴史が眠る多磨霊園　美濃部亮吉 （页面存档备份，存于）
- 箕作阮甫とその子孫 （页面存档备份，存于）
- 高砂市　ゆかりの人物　美濃部達吉

| 官衔            | 官衔                                        | 官衔            |
| --------------- | ------------------------------------------- | --------------- |
| 前任： 東龍太郎 | 東京都知事 公選第6・7・8代：1967年 - 1979年 | 繼任： 鈴木俊一 |